# ARO 10
ARO 10 foi um veículo off-road fabricado na Romênia pela ARO. Ele compartilha autopeças com Dacia 1300, do motor ao eixo dianteiro, e foi inspirado no Renault Rodeo e Citroën Méhari.
A Série ARO 24 ganhou um "irmãozinho" em 1980, a Série ARO 10. Enquanto o ARO-24 pode ser classificado como SUVs de médio porte, o ARO 10 é do tamanho de um Jeep Wrangler. Foi produzido em muitos acabamentos de carroceria, equipado com sete motores diferentes (tanto a gás quanto diesel), e veio nas versões 4x2 e 4x4. O ARO 10 também foi vendido como o Dacia Duster no Reino Unido e Dacia 10 em alguns mercados internacionais. Um modelo derivado do ARO 10, chamado ARO Spartana, também foi produzido a partir de 1997. A última evolução do ARO 10, produzido a partir de 1999, foi chamada de ARO 10 Super, teve uma leve renovação de design e foi construída no chassi da Série ARO 24. O veículo estava disponível para muitos mercados de exportação, e no Reino Unido estava disponível como o Dacia Duster, até 2006, quando foi descontinuado. O nome Duster foi posteriormente usado em outro SUV que de alguma forma substituiu o modelo anterior.

## Primeira geração
Além de ser vendido como "Dacia Duster" no Reino Unido e em alguns outros mercados, o carro recebeu vários nomes diferentes na Itália: A empresa local Ali Ciemme (ACM) montou o ARO 10 lá na década de 1980 e vendeu-o como o "Aro Super Ischia" com licença do motor a gasolina de 1.4 litros Renault construída pela Dacia. Quando equipado com os motores 1.6 litros a gasolina ou diesel da Volkswagen, foi vendido como Aro Enduro x4, de 1987 a 1989. Um turbodiesel foi apresentado no final de 1988. Os volumes de vendas de carros montados na Itália não foram muito grandes, chegando a 2500 exemplares em 1987 e 1.800 carros em 1988. Os carros com motor Volkswagen tinham 28% de peças romenas, com o restante sendo italiano e alemão. As versões com motor Volkswagen também receberam um diferencial mais forte, para lidar com o torque adicional.

### Motores
| Nome         | Capacidade | Tipo    | Poder                     | Torque                           |
| ------------ | ---------- | ------- | ------------------------- | -------------------------------- |
| 1.3 Gasolina | 1289 cc    | Dacia   | 54 cv (40 kW) a 5250 rpm  | 89 N⋅m (359 kg) a 4000 rpm       |
| 1.4 Gasolina | 1397 cc    | Dacia   | 62 PS (46 kW) a 5500 rpm  | 100 N⋅m (403 kg) a 3300 rpm      |
| 1.6 Gasolina | 1557 cc    | Dacia   | 72 PS (53 kW) a 5000 rpm  | 122 N⋅m (490 kg) a 2500 rpm      |
| 1.6 Gasolina | 1595 cc    | VW      | 75 PS (55 kW) a 5000 rpm  | 125 N⋅m (501 kg) a 2500 rpm      |
| 1.6 Gasolina | 1598 cc    | Daewoo  | 105 PS (77 kW) a 5800 rpm | 145 N⋅m (582 kg) a 3400 rpm      |
| 1.6 Diesel   | 1588 cc    | VW      | 54 PS (40 kW) a 4800 rpm  | 100 N⋅m (403 kg) a 2300-2900 rpm |
| 1.9 Diesel   | 1905 cc    | Peugeot | 68 PS (50 kW) a 4600 rpm  | 120 N⋅m (484 kg) a 2000 rpm      |
| 1.9 Diesel   | 1870 cc    | Renault | 64 PS (47 kW) a 4500 rpm  | 121 N⋅m (484 kg) a 2250 rpm      |
| 1.9 Diesel   | 1870 cc    | Renault | 92 PS (68 kW) a 4250 rpm  | 175 N⋅m (702 kg) a 2250 rpm      |

## Spartana
| Nome         | Capacidade | Tipo    | Poder                     | Torque                      |
| ------------ | ---------- | ------- | ------------------------- | --------------------------- |
| 1.2 Gasolina | 1239 cc    | Renault | 54 cv (40 kW) a 5300 rpm  | 90 N⋅m (359 kg) a 2800 rpm  |
| 1.4 Gasolina | 1397 cc    | Dacia   | 62 cv (46 kW) a 5500 rpm  | 100 N⋅m (403 kg) a 3300 rpm |
| 1.6 Gasolina | 1557 cc    | Dacia   | 72 cv (54 kW) a 5000 rpm  | 122 N⋅m (490 kg) a 2500 rpm |
| 1.6 Gasolina | 1598 cc    | Daewoo  | 105 cv (78 kW) a 5800 rpm | 145 N⋅m (582 kg) a 3400 rpm |
| 1.9 Diesel   | 1870 cc    | Renault | 64 cv (48 kW) a 4500 rpm  | 121 N⋅m (484 kg) a 2250 rpm |
| 1.9 Diesel   | 1870 cc    | Renault | 92 cv (69 kW) a 4250 rpm  | 175 N⋅m (702 kg) a 2250 rpm |

## Versões

### Veículos utilitários
- Conversível ARO 10.1 2 portas
- ARO 10.4 3 portas
- ARO 10 Espartano
- ARO 11.4 5 portas

### Veículos Comerciais Leves
- ARO 10.6 Retirada regular de táxi
- Pick-up de cabine dupla ARO 11.9

Outras versões: 10.0, 10.2, 10.3, 10.5, 10.9.